# Alfred Canales
Alfred Jeafran Canales Céspedes (* 27. April 2000 in San Ramón, Santiago) ist ein chilenischer Fußballspieler. Der defensive Mittelfeldspieler gewann 2023 mit der U-23-Nationalmannschaft die Silbermedaille bei den Panamerikanischen Spielen.

## Karriere

### Verein
Alfred Canales debütierte im Januar 2020 bei Audax Italiano im Spiel gegen den CD Cobresal. Danach folgten in den Folgejahren mehrere Leihen zu Lautaro de Buin, Universidad de Concepción und zum CD Magallanes. Mit Magallanes gewann der Mittelfeldspieler die Supercopa de Chile und schaffte es ins Finale der Copa Chile. Canales kehrte nach der Leihe nicht zu Audax zurück. Der CD Universidad Católica gab im Dezember 2023 seine Verpflichtung für die Folgesaison bekannt, wo er einen Dreijahresvertrag unterschrieb.

### Nationalmannschaft
Alfred Canales wurde 2023 in den Kader der U-23 für die Panamerikanische Spiele in Santiago berufen. Das Team gewann bei dem Turnier die Silbermedaille. Im August 2023 wurde der Mittelfeldspieler erstmals für die A-Nationalmannschaft nominiert, debütierte aber in den Qualifikationsspielen zur Weltmeisterschaft 2026 gegen Uruguay und Kolumbien nicht.

## Erfolge
Magallanes
- Supercopa de Chile: 2023

Chile U23
- Silbermedaille bei den Panamerikanischen Spielen: 2023